# Dolno Trogertsi
Dolno Trogertsi ou Dolno Trogerci (en macédonien Долно Трогерци) est un village de l'est de la Macédoine du Nord, situé dans la municipalité de Karbintsi. Le village comptait 4 habitants en 2002.

## Démographie
Lors du recensement de 2002, le village comptait :
- Macédoniens : 4